# Supersonic
A Supersonic egy magyar indie rock-zenekar. 1998-ban alakultak meg Budapesten. Három lemezt jelentettek meg pályafutásuk alatt. Zenei hatásukként az Oasis, The Verve és R.E.M. zenekarokat jelölték meg. A szakma olyan külföldi együttesekhez hasonlítja őket, mint a Primal Scream, az előbb említett Verve és a Kasabian. Többször is koncerteztek már, Magyarországon és külföldön egyaránt. 2009-ben az USA-ban is felléptek.

## Tagok
- Bakó Balázs - éneklés
- Neményi Csaba - gitár, éneklés
- Iliás Ádám - basszusgitár
- Tóth András - dob.

## További tagok
- Friderikusz László - basszusgitár (1998-2007)
- Szőllőssy Kata - basszusgitár (2007-2008)

## Diszkográfia
- Salty Feeling (Called Love) (2002)
- Diving in Mad Seas (EP, 2003)
- Elite Properties (2009)